# العلاقات الأسترالية الإسرائيلية
العلاقات الأسترالية الإسرائيلية هي العلاقات الثنائية التي تجمع بين أستراليا وإسرائيل. بدأت العلاقات الثنائية بين أستراليا وإسرائيل في عام 1949، حيث أنشأت أستراليا سفارة لها في تل أبيب وإسرائيل سفارة لها في كانبرا. غالبًا ما كانت العلاقات بين حكومتي البلدين مرهونة بالصراع الإسرائيلي الفلسطيني. ذكر جون هاورد رئيس وزراء أستراليا بين عامي 1996 و2007، أن «إمكانية تأثير أستراليا على الأحداث داخل المنطقة محدودة وينبغي عدم المبالغة في ذكرها».
في 28 مارس 2019، وقعت حكومتا أستراليا وإسرائيل أول معاهدة ضريبية بين البلدين لمنع الازدواج الضريبي وتجنبه. في الفترة 2017-2018، تجاوزت عوائد تجارة السلع بين أستراليا وإسرائيل أكثر من مليار دولار، وفي عام 2017، بلغ استثمار إسرائيل في أستراليا 301 مليون دولار. دخلت المعاهدة حيز التنفيذ في 1 يناير 2020 بعد أن أكملت الدولتان إجراءات الإقرار المحلية. في عام 2013، وصفت وزارة خارجية أستراليا أن إسرائيل وأستراليا مرتبطتان «بعلاقة تجارية صحية بلغت قيمة التجارة الثنائية فيها 919 مليون دولار.» في الفترة 2015- 2016، بلغت قيمة تجارة السلع والخدمات بين الدولتين 1.3 مليار دولار، وبلغت قيمة الصادرات الأسترالية منها 349 مليون دولار والواردات الإسرائيلية 952 مليون دولار. في عام 2015، بلغ مجموع قيمة الاستثمارات الأسترالية في إسرائيل 663 مليون دولار، وبلغت الاستثمارات الإسرائيلية في أستراليا 262 مليون دولار.

## تاريخيًا

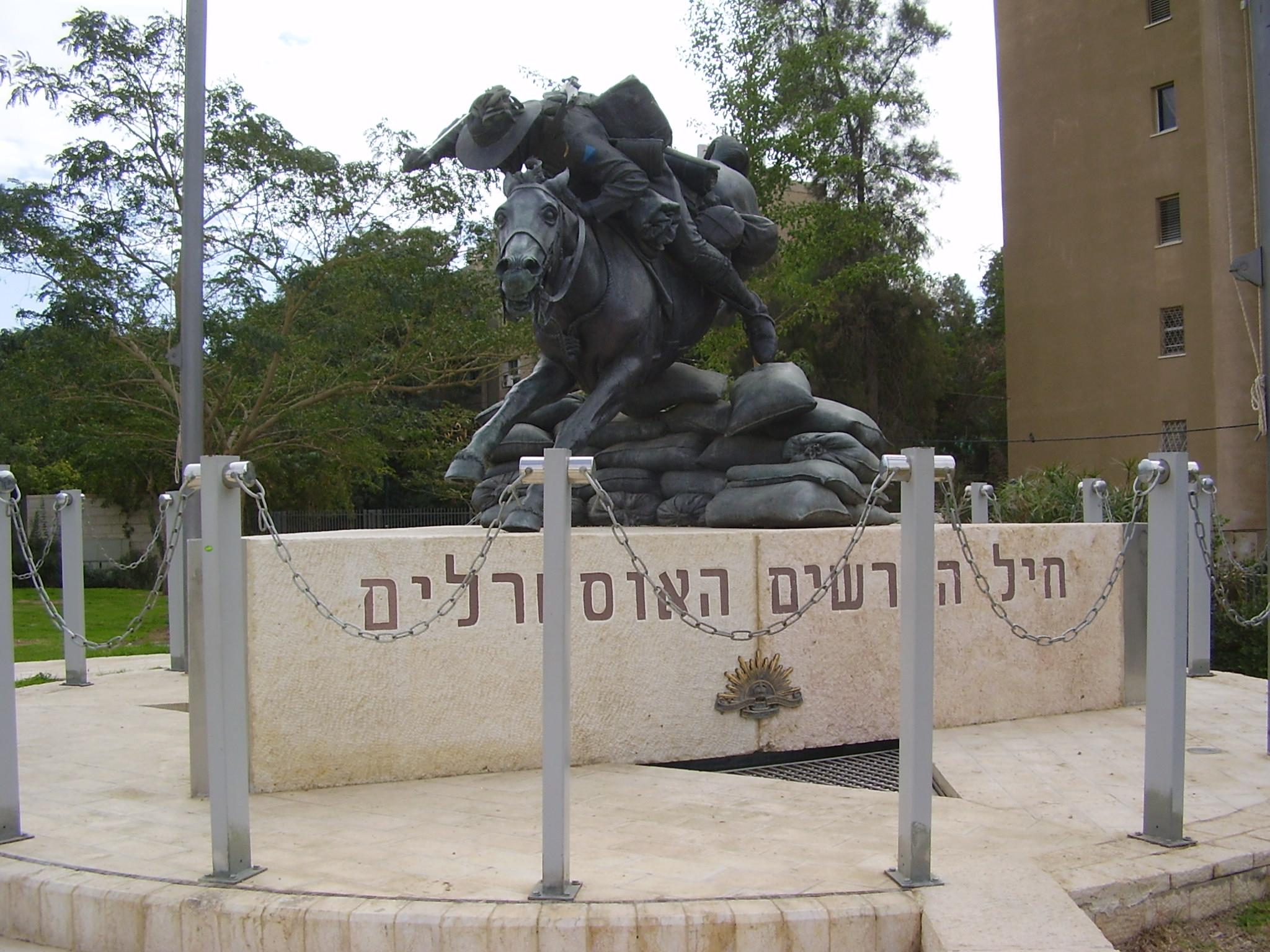
نصب تذكاري للخيول الخفيفة الأسترالية، بئر السبع

شاركت أربعة ألوية أسترالية من الخيالة وكتيبة من قوات الجمال في الغزو البريطاني لفلسطين في 1916-1917. كان الجنرال الأسترالي اليهودي جون موناش أحد قادة الحركة الصهيونية الأسترالية. خلال الحرب العالمية الثانية، قاتل الجنود الأستراليين في الشرق الأوسط. شغل وزير الخارجية الأسترالي هيربرت إيفات منصب رئيس اللجنة المخصصة المعنية بالشؤون الفلسطينية والتابعة للجمعية العامة للأمم المتحدة وساهم في تحفيز خطة تقسيم الأمم المتحدة في 29 نوفمبر 1947. كانت أستراليا أول بلد يصوت لصالح الخطة على الرغم من الضغط الشديد الذي مارسته المملكة المتحدة على زملائها من دول الكومنولث للامتناع عن التصويت على القرار.

### موقف أستراليا
أقامت إسرائيل وأستراليا علاقات دبلوماسية منذ اعتراف حكومة بن تشيفلي في 28 يناير 1949 بإسرائيل.
في عام 1967، دعم الائتلاف الحزبي الليبرالي إسرائيل أثناء حرب الأيام الستة وبعدها، إلا أن حكومة حزب العمال الأسترالي اللاحقة بقيادة غوف وايتلام والمُنتخبَة في عام 1972، اتخذت نهجًا وُصف بأنه كثر إنصافًا في التعامل مع العلاقات. جاء هذا التغيير عقب حرب أكتوبر عام 1973، وارتبط برغبة وايتلام في تشكيل علاقات أكثر ودية مع البلدان العربية.
أعربت الحكومة الليبرالية اللاحقة بقيادة مالكولم فريزر، والمُنتخبة في عام 1975، عن «تأييدها لقرارات مجلس الأمن التابع للأمم المتحدة رقم 242 و338 و339 نظرًا لتوفيرها أسسًا تهدف لتسوية سلمية.» ذكر فريزر في وقت لاحق أنه ينبغي لأستراليا «أن تجعل التزامنا ببقاء إسرائيل أكثر وضوحًا.» في عام 1980، صرّح أندرو بيكوك وزير الخارجية آنذاك، أنه «يجب إحلال السلام... والاعتراف بحق إسرائيل في البقاء ضمن حدود آمنة ومعترف بها، والاعتراف بالحقوق المشروعة للشعب الفلسطيني في وطن مجاور لإسرائيل.» ردد فريزر في عام 1982 بيان بيكوك الذي ذكر «أن الحقوق المشروعة للفلسطينيين تشمل وطنًا مجاورًا لإسرائيل.»
في ثمانينيات القرن العشرين، عارض رئيس الوزراء بوب هوك قرار الجمعية العامة للأمم المتحدة رقم 3379 والمتمثل بمساواة الصهيونية العنصرية واصفًا إياه بأنه "تشويه صارخ للحقيقة". صوّتت أستراليا ضد اعتماد القرار في عام 1975. ورعت إلغائه في عام 1991. جرى العمل على تعزيز الروابط مع إسرائيل خلال عهد رئيس الوزراء جون هاورد ووزير الخارجية ألكسندر داونر، الذي دعم إسرائيل في حرب لبنان عام 2006.
في حين أن العلاقات بين البلدين كانت في كثير من الأحيان تتأثر بالصراع الإسرائيلي الفلسطيني، فقد صرح رئيس الوزراء جون هوارد أن قدرة أستراليا على التأثير على الأحداث داخل المنطقة كانت محدودة ولا ينبغي المبالغة فيها.
في إسرائيل، يُحتفل بيوم أنزاك في مقبرة حرب الكومنولث الواقعة على جبل المشارف في القدس. جرى تكريس متنزه الجندي الأسترالي في بئر السبع لتخليد ذكرى فوج الخيول الأسترالي الذي حُشد في بئر السبع وهزم الأتراك في الحرب العالمية الأولى.
في عام 2014، وجد استطلاع للرأي أجرته هيئة الإذاعة البريطانية "بي بي سي" للإذاعات العالمية أن 67% من الأستراليين يعتبرون نفوذ إسرائيل أمرًا سلبيًا وأن 24% ينظرون له بإيجابية. بيد أن الآراء حول إسرائيل كانت أقل سلبية مما كانت عليه في الدراسة الاستقصائية لعام 2007. من بين الدول التي شملها استطلاع الرأي، بلغت الآراء السلبية حول إسرائيل نسبة أعلى في إندونيسيا والمملكة المتحدة. لم تجرَ دراسة استقصائية مماثلة للتأكد من الآراء الإسرائيلية حول أستراليا.
في ديسمبر 2016، أبعدت وزيرة الخارجية جولي بيشوب أستراليا بشكل صريح عن الولايات المتحدة ردًا على امتناعها عن التصويت بشأن قرار مجلس الأمن التابع للأمم المتحدة رقم 2334، مشيرة إلى أن أستراليا كانت ستصوت ضد القرار لو كانت في مجلس الأمن. كانت أستراليا الدولة الوحيدة التي أعلنت معارضتها للقرار بالإضافة إلى إسرائيل.

القيمة الشهرية (بملايين الدولارات الأسترالية) لصادرات البضائع الأسترالية إلى إسرائيل منذ عام 1988

في فبراير 2017، أصبح رئيس الوزراء بنيامين نتنياهو أول زعيم لإسرائيل يزور أستراليا. التقى نتنياهو برئيس الوزراء مالكولم تورنبول والحاكم العام السير بيتر كوسجروف وسياسيين آخرين على مستوى الولاية والحكومة الفيدرالية.

القيمة الشهرية لصادرات البضائع الإسرائيلية إلى أستراليا (ملايين الدولارات الأسترالية) منذ عام 1988

في مايو/أيار 2018، لم يحضر السفير الأسترالي لدى إسرائيل، كريس كانان، إلى جانب دبلوماسيين آخرين من القوى الغربية، حفل افتتاح السفارة الأميركية الجديدة في القدس المحتلة.
في أكتوبر 2018، أعلن رئيس الوزراء الأسترالي سكوت موريسون أن أستراليا تراجع ما إذا كانت ستنقل سفارتها في إسرائيل من تل أبيب إلى القدس، وتعترف بالقدس عاصمة لإسرائيل. في ديسمبر 2018، أعلن موريسون أن أستراليا اعترفت بالقدس الغربية عاصمة لإسرائيل ولكنها لن تنقل سفارتها من تل أبيب على الفور.
في أكتوبر/تشرين الأول 2022، تراجعت أستراليا عن قرار الحكومة السابقة وأعلنت أنها لن تعترف بعد الآن بالقدس الغربية عاصمةً لإسرائيل. وأكدت وزيرة الخارجية بيني وونغ أن وضع القدس يجب أن يُحسم عبر مفاوضات السلام بين الإسرائيليين والفلسطينيين. [ 19 ] [ 20 ]
أدان رئيس الوزراء أنتوني ألبانيز بشكل علني حركة المقاطعة وسحب الاستثمارات وفرض العقوبات (BDS). [ 21 ]
في أغسطس 2023، أعاد وونغ العمل بالسياسة السابقة التي كانت سارية حتى عام 2014. وستشير أستراليا مرة أخرى إلى الضفة الغربية والقدس الشرقية وغزة على أنها "أراضٍ فلسطينية محتلة" وإلى المستوطنات الإسرائيلية هناك على أنها "غير قانونية". وصرحت وزيرة الخارجية الأسترالية بيني وونغ بأن بلادها لم تقدم أسلحة لإسرائيل منذ بدء حرب غزة. في ديسمبر 2024، انفصلت أستراليا عن الولايات المتحدة وصوتت مع 156 دولة أخرى في الأمم المتحدة لإنهاء "الوجود غير القانوني" لإسرائيل في الأراضي الفلسطينية المحتلة.
في أعقاب هجوم كنيس ملبورن عام 2024، زعم رئيس الوزراء الإسرائيلي بنيامين نتنياهو أن قرار الأمم المتحدة المذكور هو سبب الهجوم. ونُقل عنه قوله: "من المستحيل فصل هجوم الحرق العمد المُدان عن موقف الحكومة الفيدرالية المتطرف المناهض لإسرائيل".

## مقارنة بين البلدين
هذه مقارنة عامة ومرجعية للدولتين:
| وجه المقارنة                                              | أستراليا                                   | إسرائيل                                                             |
| --------------------------------------------------------- | ------------------------------------------ | ------------------------------------------------------------------- |
| المساحة (كم2)                                             | 7.69 مليون                                 | 20.77 ألف                                                           |
| عدد السكان (نسمة)                                         | 24.51 مليون                                | 8.89 مليون                                                          |
| الكثافة السكانية (ن./كم²)                                 | 3.19                                       | 428.02                                                              |
| العاصمة                                                   | كانبرا، ملبورن                             | القدس                                                               |
| اللغة الرسمية                                             | لغة إنجليزية                               | اللغة العبرية، اللغة العربية                                        |
| العملة                                                    | دولار أسترالي، جنيه إسترليني، جنيه أسترالي | شيكل إسرائيلي جديد، شيكل إسرائيلي قديم، جنيه فلسطيني، جنيه إسرائيلي |
| الناتج المحلي الإجمالي (بليون دولار)                      | 1.32 تريليون                               | 350.85 مليار                                                        |
| الناتج المحلي الإجمالي (تعادل القوة الشرائية) بليون دولار | 1.10 تريليون                               | 306.51 مليار                                                        |
| الناتج المحلي الإجمالي الاسمي للفرد دولار أمريكي          | 56.31 ألف                                  | 35.73 ألف                                                           |
| الناتج المحلي الإجمالي للفرد دولار أمريكي                 | 45.92 ألف                                  | 36.58 ألف                                                           |
| مؤشر التنمية البشرية                                      | 0.939                                      | 0.899                                                               |
| رمز المكالمات الدولي                                      | +61                                        | +972                                                                |
| رمز الإنترنت                                              | .au                                        | .il                                                                 |
| المنطقة الزمنية                                           |                                            | توقيت إسرائيل، Israel Summer Time ‏                                  |

## مدن متوأمة
في ما يلي قائمة باتفاقيات التوأمة بين مدن أسترالية وإسرائيلية:
- ترتبط غولد كوست مع نتانيا باتفاقية توأمة منذ 1982.
- ترتبط باراماتا [الإنجليزية]‏ مع بئر السبع باتفاقية توأمة.

## منظمات دولية مشتركة
يشترك البلدان في عضوية مجموعة من المنظمات الدولية، منها:
| علم المنظمة | اسم المنظمة                               | تاريخ انضمام أستراليا | تاريخ انضمام إسرائيل |
| ----------- | ----------------------------------------- | --------------------- | -------------------- |
|             | مؤسسة التنمية الدولية                     | 24 سبتمبر 1960        | 22 ديسمبر 1960       |
|             | منظمة التعاون الاقتصادي والتنمية          | ?                     | 7 سبتمبر 2010        |
|             | الأمم المتحدة                             | 1 نوفمبر 1945         | 11 مايو 1949         |
|             | منظمة التجارة العالمية                    | ?                     | 21 أبريل 1995        |
|             | منظمة الشرطة الجنائية الدولية             | ?                     | ?                    |
|             | المركز الدولي لتسوية المنازعات الاستشارية | 1 يونيو 1991          | 22 يوليو 1983        |
|             | الاتحاد الدولي للاتصالات                  | 27 مايو 1878          | 24 يونيو 1948        |
|             | الفريق المعني برصد الأرض                  | ?                     | ?                    |
|             | البنك الدولي للإنشاء والتعمير             | 5 أغسطس 1947          | 12 يوليو 1954        |
|             | الاتحاد البريدي العالمي                   | ?                     | ?                    |
|             | مؤسسة التمويل الدولية                     | 20 يوليو 1956         | 26 سبتمبر 1956       |
|             | وكالة ضمان الاستثمار متعدد الأطراف        | 10 فبراير 1999        | 21 مايو 1992         |
|             | يونسكو                                    | 4 نوفمبر 1946         | 16 سبتمبر 1949       |

## أعلام
هذه قائمة لبعض الشخصيات التي تربطها علاقات بالبلدين:
- أشلي براون (لاعبة كرة قدم أسترالية، 4 ديسمبر 1994 – )
- جوردن براون (لاعب كرة قدم أسترالي، 14 أغسطس 1996 – )
- ليور (مغني أسترالي، 1976 – )

## وصلات خارجية
- موقع وزارة الخارجية الأسترالية
- موقع وزارة الخارجية الإسرائيلية